# Feed to Feed
Albums de Oceansize
Frames
(2008) Home and Minor
(2009)
Feed to Feed est un coffret 3 DVD + 4 CD sorti le 27 juillet 2009 sous le label Superball Music.
Il est sorti pour fêter l'anniversaire des 10 ans du groupe de rock progressif Oceansize. Pour l'occasion, ce dernier a fait une série de 3 concerts au Roadhouse dans leur ville de Manchester les 16, 17 et 18 octobre 2008.
Ce coffret a été édité à 5 000 exemplaires.

## DVD1
1. I Am The Morning
2. Catalyst
3. One Day All This Could Be Yours
4. Massive Bereavement
5. Rinsed
6. You Wish
7. Remember Where You Are
8. Amputee
9. Unravel
10. Women Who Love Men Who Love Drugs
11. Saturday Morning Breakfast Show
12. Long Forgotton
13. Paper Champion
14. one out of nONE

## DVD2
1. The Charm Offensive
2. Heaven Alive
3. A Homage To A Shame
4. Meredith
5. Music For A Nurse
6. New Pin
7. No Tomorrow
8. Mine Host
9. You Can't Keep A Bad Man Down
10. Ornament/ The last Wrongs
11. Drag The 'Nal
12. Dead Dogs An' All Sorts
13. As The Smoke Clears

## DVD3
1. Commemorative ____T-Shirt
2. Unfamiliar
3. Trail Of Fire
4. Savant
5. Only Twin
6. An Old Friend Of The Christy's
7. Sleeping Dogs And Dead Lions
8. The Frame
9. Voorhees
10. I Haven't Been The Claw For Ages

## CD1
1. I Am The Morning
2. Catalyst
3. One Day All This Could Be Yours
4. Massive Bereavement
5. Rinsed
6. You Wish
7. Remember Where You Are
8. Amputee
9. Unravel
10. Women Who Love Men Who Love Drugs
11. Saturday Morning Breakfast Show
12. Long Forgotton

## CD2
1. The Charm Offensive
2. Heaven Alive
3. A Homage To A Shame
4. Meredith
5. Music For A Nurse
6. New Pin
7. No Tomorrow
8. Mine Host
9. You Can't Keep A Bad Man Down
10. Ornament/ The last Wrongs

## CD3
1. Commemorative ____T-Shirt
2. Unfamiliar
3. Trail Of Fire
4. Savant
5. Only Twin
6. An Old Friend Of The Christy's
7. Sleeping Dogs And Dead Lions
8. The Frame

## CD4 Encores
1. Paper Champion
2. one out of nONE
3. Drag The 'Nal
4. Dead Dogs An' All Sorts
5. As The Smoke Clears
6. Voorhees
7. I Haven't Been The Claw For Ages